# Kapsula (farmacija)
Kapsule so trdne enoodmerne farmacevtske oblike s trdimi ali mehkimi ovojnicami, različnih oblik in prostornin. Vsebujejo trdno, tekočo ali pastozno vsebino. Namenjene so peroralni uporabi.
Ovojnice kapsul so narejene iz želatine ali drugih snovi, dodajajo pa se tudi snovi za prilagajanje konsistence, na primer sorbitol in glicerol. Dodane so lahko tudi druge pomožne snovi, na primer površinsko aktivne snovi, za svetlobo neprepustna polnila, konzervanse, sladila, barvila ter korigense okusa in vonja. Po zaužitju ovojnico načenjajo prebavni sokovi, tako da se vsebina sprosti, ne smejo pa ovojnice poškodovati snovi v vsebini kapsule. Vsebina je lahko sestavljena iz ene ali več zdravilnih učinkovin, dodane so lahko pomožne snovi, na primer za raztapljanje, redčenje, drsenje in razpadanje.

## Vrste kapsul
Razlikujemo več vrst kapsul:
- trde kapsule (kapsule s trdo ovojnico iz dveh predhodno izdelanih valjastih delov)
- mehke kapsule (kapsule z mehkejšo in debelejšo ovojnico, navadno izdelane in napolnjene z enkratnim postopkom s tekočo ali pastozno vsebino)

- kapsule s prirejenim sproščanjem (ovojnica in/ali vsebina kapsule zagotavljata prirejeno sproščanje učinkovine)
  - kapsule s podaljšanim sproščanjem
  - kapsule z zakasnelim sproščanjem
    - gastrorezistentne kapsule (kapsule z zakasnelim sproščanjem, ki so odporne proti želodčnemu soku; gre za mehke ali trde kapsule bodisi s posebno ovojnico, ki je gastrorezistentna, ali pa so napolnjene z zrnci ali delci, ki so obloženi z gastrorezistentno oblogo[3])
- škrobne kapsule (kapsule s trdo ovojnico iz nevzhajanega testa iz dveh vnaprej narejenih valjastih delov)